# UCI Africa Tour de 2018
O UCI Africa Tour de 2018 foi a décima quarta edição do calendário ciclístico internacional africano. Iniciou-se a 27 de outubro de 2017 com o Tour de Faso e finalizou a 30 de setembro de 2018 nos Camarões, com o Grande Prêmio de Chantal Biya, disputando-se assim um total de 17 carreiras.

## Equipas
As equipas que podem participar nas diferentes carreiras dependem da categoria das mesmas. A maior nível de uma carreira podem participar equipas a mais nível. As equipas UCI World Team, só podem participar das carreiras .1 mas têm cota limitada para competir, e os pontos que conseguem seus ciclistas não contam para a classificação.
| Categoria           | Categoria                     | Equipas                                                                                           |
| ------------------- | ----------------------------- | ------------------------------------------------------------------------------------------------- |
| align="center" \|.1 | 1.1 (Carreira de um dia)      | * ProTeam (max 50%) * Profissionais Continentais * Continentais * Selecções nacionais             |
| align="center" \|.1 | 2.1 (Carreira de vários dias) | * ProTeam (max 50%) * Profissionais Continentais * Continentais * Selecções nacionais             |
| align="center" \|.2 | 1.2 (Carreira de um dia)      | * Profissionais Continentais * Continentais * Selecções nacionais * Selecções regionais * Amadors |
| align="center" \|.2 | 2.2 (Carreira de vários dias) | * Profissionais Continentais * Continentais * Selecções nacionais * Selecções regionais * Amadors |

## Calendário
As seguintes são as carreiras que compõem o calendário UCI Africa Tour aprovado pela UCI

### Outubro 2017
| Data | Carreira     | Cat. | Ganhador            | Equipa             |
| ---- | ------------ | ---- | ------------------- | ------------------ |
| 27-5 | Tour de Faso | 2.2  | Salaheddine Mraouni | Kuwait-cartucho.es |

### Novembro 2017
| Data  | Carreira       | Cat. | Ganhador       | Equipa                     |
| ----- | -------------- | ---- | -------------- | -------------------------- |
| 12-19 | Tour de Ruanda | 2.2  | Joseph Areruya | Dimension Data for Qhubeka |

### Janeiro
| Data  | Carreira                      | Cat. | Ganhador       | Equipa               |
| ----- | ----------------------------- | ---- | -------------- | -------------------- |
| 15-21 | Tropicale Amissa Bongo        | 2.1  | Joseph Areruya | Selecção de Ruanda   |
| 26-29 | Tour International des Zibans | 2.2  | Abdellah Hida  | Selecção de Marrocos |

### Fevereiro
| Data  | Carreira                             | Cat. | Ganhador               | Equipa        |
| ----- | ------------------------------------ | ---- | ---------------------- | ------------- |
| 20-23 | Grande Prêmio Internacional de Argel | 2.2  | Charálampos Kastrantás | Java Partizan |

### Março
| Data  | Carreira                                     | Cat. | Ganhador       | Equipa                               |
| ----- | -------------------------------------------- | ---- | -------------- | ------------------------------------ |
| 20-21 | Tour da Farmácia Central da Tunísia          | 2.2  | Gaëtan Bille   | Sovac-Natura4Ever                    |
| 23    | Grande Prêmio da Farmácia Central da Tunísia | 1.2  | Gruffudd Lewis | Ribble Pro Cycling                   |
| 27-2  | Tour de Argélia                              | 2.2  | Azzedine Lagab | Groupement Sportif Pétrolier Algérie |

### Abril
| Data  | Carreira         | Cat. | Ganhador      | Equipa            |
| ----- | ---------------- | ---- | ------------- | ----------------- |
| 6-15  | Tour de Marrocos | 2.2  | David Rivière | Vendée Ou         |
| 22-29 | Tour do Senegal  | 2.2  | Dão Craven    | Embrace The World |
| 23-26 | Tour de Limpopo  | 2.2  | Gustav Basson | ProTouch Sports   |

### Maio
| Data | Carreira              | Cat. | Ganhador                | Equipa             |
| ---- | --------------------- | ---- | ----------------------- | ------------------ |
| 4-7  | Tour da Wilaya de Orã | 2.2  | Laurent Évrard          | Sovac-Natura4Ever  |
| 6    | 100 Cycle Challenge   | 1.2  | Nolan Hoffman           | BCX                |
| 26-3 | Tour dos Camarões     | 2.2  | Bonaventure Uwizeyimana | Selecção da Ruanda |

### Agosto
| Data | Carreira       | Cat. | Ganhador       | Equipa                     |
| ---- | -------------- | ---- | -------------- | -------------------------- |
| 5-12 | Tour de Ruanda | 2.2  | Samuel Mugisha | Dimension Data for Qhubeka |

### Setembro
| Data  | Carreira                                 | Cat. | Ganhador     | Equipa                      |
| ----- | ---------------------------------------- | ---- | ------------ | --------------------------- |
| 9-15  | Tour da Reconciliação da Costa do Marfim | 2.2  | Isiaka Cissé | Selecção da Costa do Marfim |
| 26-30 | Grande Prêmio de Chantal Biya            | 2.2  | Juraj Bellan | Dukla Banská Bystrica       |

## Classificações finais
- Nota: Classificações actualizadas ao 21 de outubro depois do termo da temporada.[2][3]

### Individual
Integram-na todos os ciclistas que consigam pontos podendo pertencer tanto a equipas amadors como profissionais, inclusive as equipas UCI World Team.
| Posição | Ciclista               | Pontos |
| ------- | ---------------------- | ------ |
| 1.º     | Joseph Areruya         | 487,75 |
| 2.º     | Youcef Reguigui        | 356    |
| 3.º     | Azzedine Lagab         | 343    |
| 4.º     | Amanuel Gebreigzabhier | 267,5  |
| 5.º     | Metkel Eyob            | 261,5  |
| 6.º     | Mekseb Debesay         | 212,5  |
| 7.º     | Ali Nouisri            | 199    |
| 8.º     | Didier Munyaneza       | 175    |
| 9.º     | Abdessadek Kouna       | 150    |
| 10.º    | Daryl Impey            | 150    |

| 11.º | Jean Bosco Nsengimana   | 127,75 |
| 12.º | Gustav Basson           | 124,17 |
| 13.º | Eddie Van Heerden       | 123    |
| 14.º | Isiaka Cissé            | 123    |
| 15.º | Yacine Hamza            | 120    |
| 16.º | Nikodemus Holler        | 116    |
| 17.º | Meher Hasnaoui          | 113    |
| 18.º | Bonaventure Uwizeyimana | 105    |
| 19.º | Abderrahmane Hamza      | 97     |
| 20.º | Henok Mulueberhan       | 95     |

### Equipas
A partir de 2016 e devido a mudanças regulamentares, todas as equipas profissionais entram nesta classificação, inclusive os UCI World Team que até a temporada anterior não puntuavam. Se confecciona com o somatório de pontos que obtenha uma equipa com os seus 8 melhores corredores na classificação individual. A classificação também a integram equipas que não estejam registados no continente.
| Posição | Equipa                       | Pontos |
| ------- | ---------------------------- | ------ |
| 1.º     | Sovac-Natura4Ever            | 771    |
| 2.º     | Delko Marseille Provence KTM | 581,75 |
| 3.º     | GS Pétrolier Algérie         | 520    |
| 4.º     | Terengganu                   | 384,5  |
| 5.º     | VIB Sports                   | 307    |

| 6.º  | Bike Aid                   | 263,5  |
| 7.º  | Dimension Data for Qhubeka | 195,75 |
| 8.º  | Direct Énergie             | 187    |
| 9.º  | Sharjah                    | 182    |
| 10.º | Dukla Banská Bystrica      | 156    |

### Países
Se confecciona mediante os pontos dos 8 melhores ciclistas de um país, não só os que consigam neste Circuito Continental, senão também os conseguidos em todos os circuitos. E inclusive se um corredor de um país deste circuito, só consegue pontos em outro circuito (Europa, Ásia, America, Oceania), seus pontos van a esta classificação. Os ciclistas podem pertencer tanto a equipas amadoras como profissionais.
| Posição | País          | Pontos |
| ------- | ------------- | ------ |
| 1.º     | Eritreia      | 1402,5 |
| 2.°     | Argélia       | 1203   |
| 3.º     | Ruanda        | 1159,5 |
| 4.º     | África do Sul | 963,07 |
| 5.º     | Marrocos      | 673,5  |

| 6.º  | Tunísia         | 558    |
| 7.º  | Etiópia         | 341    |
| 8.º  | Namíbia         | 286    |
| 9.º  | Ilhas Maurícias | 207,85 |
| 10.º | Costa do Marfim | 178    |

### Países sub-23
| Posição | País          | Pontos |
| ------- | ------------- | ------ |
| 1.º     | Ruanda        | 875,75 |
| 2.º     | Marrocos      | 507    |
| 3.º     | Argélia       | 367    |
| 4.º     | África do Sul | 336,67 |
| 5.º     | Eritreia      | 262,5  |

## Evolução das classificações
| Data            | Classificação individual | Classificação por equipas  | Classificação por países | Classificação por países sub-23 |
| --------------- | ------------------------ | -------------------------- | ------------------------ | ------------------------------- |
| 31 de janeiro   | Willie Smit              | Bike Aid                   | Eritreia                 | Eritreia                        |
| 28 de fevereiro | Joseph Areruya           | Dimension Data for Qhubeka | Eritreia                 | Ruanda                          |
| 31 de março     | Joseph Areruya           | Sovac-Natura4Ever          | Eritreia                 | Ruanda                          |
| 30 de abril     | Joseph Areruya           | Sovac-Natura4Ever          | Eritreia                 | Ruanda                          |
| 31 de maio      | Joseph Areruya           | Sovac-Natura4Ever          | Eritreia                 | Ruanda                          |
| 30 de junho     | Joseph Areruya           | Sovac-Natura4Ever          | Eritreia                 | Ruanda                          |
| 31 de julho     | Joseph Areruya           | Sovac-Natura4Ever          | Eritreia                 | Ruanda                          |
| 31 de agosto    | Joseph Areruya           | Sovac-Natura4Ever          | Eritreia                 | Ruanda                          |
| 30 de setembro  | Joseph Areruya           | Sovac-Natura4Ever          | Eritreia                 | Ruanda                          |
| 21 de outubro   | Joseph Areruya           | Sovac-Natura4Ever          | Eritreia                 | Ruanda                          |
| Final           | Joseph Areruya           | Sovac-Natura4Ever          | Eritreia                 | Ruanda                          |